# Филип Глас
Филип Глас (енгл. Philip Glass; Балтимор, 31. јануар 1937) је амерички композитор класичне музике. Када је напунио шест година, почео је да свира виолину, а две године касније флауту. Године 1952, почео је да студира математику и филозофију на Универзитету у Чикагу, где је у слободно време свирао клавир. Пошто је дипломирао, четири године касније, преселио се у Њујорк, где је уписао музичку школу „Џулијард“ (енгл. Juilliard School). У Париз се преселио 1960. и тамо је провео две године учећи код Надије Буланже (фр. Nadia Boulanger). Извођачки састав који је изводио његова музичка дела основао је 1974. и назвао га је Ансамблом Филипа Гласа.